# 퓨처 하우스
"퓨처 하우스" (Future House) 또는 "UK 딥 하우스"는 2010년대 영국에서 등장한 하우스의 하위 장르이며, 딥 하우스, UK 개러지 및 기타 EDM 장르와 기술을 통합 한 것으로 설명된다.
  "퓨처 하우스"라는 용어는 프랑스 DJ Tchami가 만든 것으로 처음 SoundCloud에서 "Go Deep"의 2013 리믹스를 분류하는 데 사용되었다. 차미(Tchami)는 2015년 인터뷰에서 장르를 고려하지 않고 이 용어를 사용했다. "퓨쳐 하우스는 '아직 개발되지 않은 하우스의 모든 종류의 음악'을 의미하기 때문에 나는 그것을 장르로 간주하지 않았다. 음악이 구체적이고 하우스와 EDM 사이의 다리를 만들게 되었기 때문에 그것이 나쁜 것은 아닙니다. " 나중에 2016년 인기있는 온라인 뮤직 스토어 Beatport는 Future house를 3가지 새로운 장르 태그 중 하나로 추가했다. 이 장르는 Oliver Heldens가 개척 한 것으로 인정된다.

## 특징
하우스(House) 음악의 하위 장르 중 하나로, 일반적으로 튕기는 듯한 금속음을 내는 베이스가 특징이다. 주로 120~130BPM 이내의 템포를 가지며 126, 128BPM이 가장 많이 쓰인다. 최근에는 멜로디를 더 강조하고 쏘우파 신스나 베이스 등을 추가하는 형태의 퓨처 하우스 곡도 많이 만들어지고 있으며, 이런 스타일의 퓨처 하우스 아티스트로는 Mike Williams, Mesto, Brooks, Retrovision 등이 있다.

## 인기
퓨처 하우스의 형태가 대중적인 형태로 변해감에 따라 많은 인기를 얻고 있는데, 대표적으로 Oliver Heldens의 곡 Shades of Grey는 soundcloud에서 1500만 회의 조회수를 기록하는 등 인지도가 높아지고 있다.

## 관련 아티스트
- Oliver Heldens
- Curbi
- Tchami
- MOTi
- Mike Williams
- RetroVision
- Mesto
- Tiësto
- RudeLies
- Jonth
- Mo Falk
- Jay Hardway
- Raven & Kreyn
- Madison Mars
- Lucas & Steve
- Justin Mylo

## 유튜브 예시
- Tony Igy - Astronomia (RetroVision 2020 Remix) (Coffin Dance Meme Song Remix) - 유튜브
- Florian Picasso - Final Call (Mesto & Justin Mylo Remix) - 유튜브

## 같이 보기
- 전자 음악 장르 목록